# Hyperion (cohete)

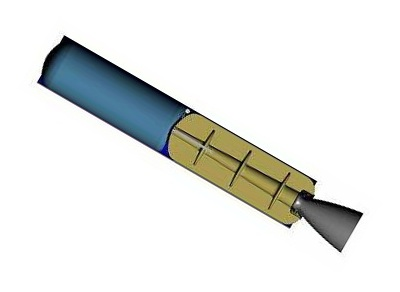
Prototipo de hyperion (cohete)

Hyperion fue el nombre de un modelo de cohete sonda estadounidense de una sola etapa y de propulsión híbrida (usando combustible sólido y comburente líquido) desarrollado en 1996 por eAc.
Fue el primer cohete de propulsión híbrida en volar en una instalación de la NASA en el marco del programa HPDP (Hybrid Propulsion Demonstration Program). Se lanzaron en total cuatro Hyperion desde la base de Wallops Island. Dos de ellos alcanzaron 36,5 y 33,5 km de altura (el 8 de enero y el 25 de abril de 1997, respectivamente), y uno de ellos pudo recuperarse. Los otros dos fueron lanzados previamente el 15 de noviembre de 1996 como verificación de los procedimientos de carga del comburente, de los sistemas de aborto y estabilidad en régimen transónico. Ambos alcanzaron unos 7600 metros de altura y verificaron la seguridad y simplicidad del trabajo con cohetes de propulsión híbrida.
Como comburente utiliza N2O y como combustible, HTPB, un tipo de combustible sólido. El ritmo de combustión viene determinado por la geometría y la composición de grano del combustible y el flujo del comburente.

## Especificaciones
- Apogeo: 36 km
- Empuje en despegue: 6 kN
- Masa total: 100 kg
- Diámetro: 0,15 m
- Longitud total: 5,8 m